# Malkoch Peak
Der Malkoch Peak (englisch; bulgarisch връх Малкоч wrach Malkotsch) ist ein 1300 m hoher Berg im westantarktischen Ellsworthland. Im südöstlichen Abschnitt der Sentinel Range im Ellsworthgebirge ragt er als eine Erhebung der Petvar Heights 8,94 km südöstlich des Miller Peak, 5,83 km ostnordöstlich des Fruzhin Peak, 2,52 km südlich des Ruset Peak und 8,57 km nördlich des Mountainview Ridge auf. Der Carey-Gletscher liegt westlich und der Rutford-Eisstrom östlich von ihm.
US-amerikanische Wissenschaftler kartierten ihn 1988. Die bulgarische Kommission für Antarktische Geographische Namen benannte ihn 2011 nach der Ortschaft Malkotsch im Süden Bulgariens.